# Kościół św. Franciszka w Aleppo
Kościół św. Franciszka w Aleppo – świątynia rzymskokatolickiego Wikariatu apostolskiego Aleppo w Aleppo. Położona jest w centrum miasta, w dzielnicy Al-Azizijja.

## Historia
Kościół został wzniesiony w 1937 r. i przez wiele lat był katedrą wikariatu apostolskiego Aleppo. W 2011 utracił status katedry na rzecz nowo poświęconej świątyni pw. Dzieciątka Jezus.
28 października 2015 r. dżihadyści kontrolujący wówczas wschodnią część miasta ostrzelali kościół w czasie mszy, nie powodując jednak poważnych zniszczeń ani ofiar śmiertelnych.

## Architektura
Świątynia jest budowlą murowaną, trójnawową, wzniesioną w stylu neoklasycystycznym, zwieńczoną kopułą, o dwuwieżowej fasadzie.

## Wnętrze
W ołtarzu głównym znajduje się krucyfiks oraz obraz św. Franciszka. Organy umieszczono na chórze muzycznym nad wejściem, prospekt okazały, półarchitektoniczny. Ambona drewniana, umiejscowiona po prawej stronie nawy głównej.